# Ahmet Necdet Sezer
Ahmet Necdet Sezer (Afyonkarahisar, 1941. szeptember 13. –) Törökország tizedik köztársasági elnöke, 2000. május 5-én választották meg.

## Életrajzi adatok
1958-ban végezte el a középiskolát Afyonkarahisarban. Ezt követően 1962-ben az Ankarai Egyetem jogi fakultásán végzett, s mint bíró helyezkedett el Ankarában. A későbbiekben a Katonai Akadémián volt bíró, illetve 1978-ban az Ankarai Egyetemen szerzett polgári jogból doktori fokozatot. 1983. március 7-én a Legfelsőbb (Fellebbviteli) Bíróság tagjává választották. Kenan Evren, török köztársasági elnök 1988. szeptember 27-én kinevezte török alkotmánybíróvá, 1998. január 6-án pedig e testület elnökévé választották.

## Elnöki periódus
A Török Alkotmánybíróság elnöke volt 1998. január 6. és 2000. május 5. között, ekkor választották a Török Köztársaság 10. elnökévé.
2001. február 21-én – a Nemzetbiztonsági Tanács ülését követően – menesztette Bülent Ecevit miniszterelnököt. Ekkor következett be a nagy gazdasági válság, melyet „fekete szerda” néven is emlegetnek.
Hétéves elnöki periódusa alatt 260, többségében baloldali militáns elítéltnek adott amnesztiát.